# Frankie Sinatra
"Frankie Sinatra" é uma música do grupo Australiano de música eletrônica The Avalanches. Foi lançada para download digital em 2 de Junho de 2016, funcionando como o single principal para o lançamento de seu segundo álbum,Wildflower (2016). A música, além de ter a participação especial dos rappers Danny Brown e MF Doom, é o primeiro material do grupo em 16 anos.

## Produção
"Frankie Sinatra" é uma das faixas Wildflower que está a mais tempo em produção. A faixa foi construída em cima de uma canção de Robbie Chater, que tocava em um clube noturno em Melbourne chamado "Brains". Embora ambos Chater e Tony Di Blasi acharam a faixa "estranhamente repetitiva e irritante" à primeira vista, eles começaram a gostar dela com o tempo.

## Composição
"Frankie Sinatra" contém a participação especial dos rappers Danny Brown e MF Doom. Em uma entrevista na Beats1 The Avalanches disseram que eles escolheram trabalhar com Danny Brown porque "Nós queríamos fazer este álbum ainda soar como nosso mas um pouco mais solto e rock 'n' roll. O nosso plano inicial foi fazer um álbum de rock, mas com samples. A voz de Danny ás vezes parece a de um cantor de punk rock, então nós achamos que iria ficar perfeito." A canção contém certos elementos de electro swing com uma batida influenciada no calipso, um tipo de música afro-caribenha. Também contém um sample da canção "Bobby Sox Idol" do artista calipso Wilmoth Houdini.

## Videoclipe
O vídeo musical oficial para "Frankie Sinatra" foi lançado em 2 de Junho de 2016, o dia em que a canção foi lançada, pelo YouTube e Vevo. "Festa de rua vai a loucura após todos tomarem um sorvete brilhante e alucinógeno" é como Jason Newman da Rolling Stone descreveu o vídeo, sentido que o mesmo se encaixava na atmosfera da música e na "batida meio circense".

## Lista de faixas
| Digital download |                                  |         |  |
| N.º              | Título                           | Duração |  |
| 1.               | "Frankie Sinatra" (extended mix) | 4:28    |  |

## Paradas
| Chart (2016)     | Posição em pico |
| ---------------- | --------------- |
| Austrália (ARIA) | 34              |

## Histórico de lançamento
| Região  | Data               | Gravadora          | Formato          |
| ------- | ------------------ | ------------------ | ---------------- |
| Mundial | 2 de Junho de 2016 | Modular Recordings | Download digital |